# Tour du Poitou-Charentes 2017
Tour du Poitou-Charentes 2017 var den 31. udgave af det franske landevejscykelløb i Poitou-Charentes. Løbet foregik i perioden 22. til 25. august 2017. Løbet var en del af UCI Europe Tour 2017 og var i kategorien 2.1. Den samlede vinder af løbet blev danske Mads Pedersen fra Trek-Segafredo.

## Ryttere og hold
| UCI WorldTeams (6)- AG2R La Mondiale - FDJ - Movistar Team - Sky - BMC Racing Team - Trek-Segafredo UCI Professionelle kontinentalthold (9)- Direct Énergie - Cofidis, Solutions Crédits - Fortuneo-Oscaro - Delko Marseille Provence KTM - Wanty-Groupe Gobert - Sport Vlaanderen-Baloise - Bardiani CSF - Gazprom-RusVelo - Wilier Triestina-Selle Italia UCI Kontinentalhold (3)- HP BTP-Auber 93 - Roubaix Lille Métropole - Armée de terre |
| |

### Danske ryttere
- Mads Pedersen kørte for Trek-Segafredo

## Etaperne
| Etape | Dato       | Strækning                            | Km    | Etapevinder          | Førende rytter       |
| ----- | ---------- | ------------------------------------ | ----- | -------------------- | -------------------- |
| 1     | 22. august | Bressuire – Saintes                  | 199,5 | Elia Viviani (ITA)   | Elia Viviani (ITA)   |
| 2     | 23. august | Saint-Savinien – Roumazières-Loubert | 185,7 | Nacer Bouhanni (FRA) | Nacer Bouhanni (FRA) |
| 3     | 24. august | Vouillé – Neuville-de-Poitou         | 94,7  | Elia Viviani (ITA)   | Elia Viviani (ITA)   |
| 4     | 24. august | Mirebeau – Neuville-de-Poitou        | 20,6  | Mads Pedersen (DEN)  | Mads Pedersen (DEN)  |
| 5     | 25. august | Roumazières-Loubert – Poitiers       | 157,8 | Marc Sarreau (FRA)   | Mads Pedersen (DEN)  |

## Resultater
|    | Rytter                     | Hold             | Tid         |
| -- | -------------------------- | ---------------- | ----------- |
| 1  | Mads Pedersen (DEN)        | Trek-Segafredo   | 15h 31' 11" |
| 2  | Jonathan Castroviejo (ESP) | Movistar Team    | + 30"       |
| 3  | Jean-Pierre Drucker (LUX)  | BMC Racing Team  | + 30"       |
| 4  | Benjamin Thomas (FRA)      | Armée de Terre   | + 33"       |
| 5  | Elia Viviani (ITA)         | Team Sky         | + 51"       |
| 6  | Bruno Armirail (FRA)       | FDJ              | + 55"       |
| 7  | Owain Doull (GBR)          | Team Sky         | + 56"       |
| 8  | Gediminas Bagdonas (LTU)   | AG2R La Mondiale | + 57"       |
| 9  | Damien Gaudin (FRA)        | Armée de Terre   | + 1' 12"    |
| 10 | Lilian Calmejane (FRA)     | Direct Energie   | + 1' 20"    |